# 661 Cloelia
661 Cloelia
661 Cloelia là một tiểu hành tinh ở vành đai chính, thuộc nhóm tiểu hành tinh Eos. Nó được Joel Hastings Metcalf phát hiện ngày 22.2.1908 ở Taunton, Massachusetts (Hoa Kỳ), và được đặt theo tên Cloelia, phụ nữ trong truyền thuyết cổ La Mã